# Marie-Anne de Camargo
Marie-Anne de Camargo (francès: Marie Anne de Camargo)  (Brussel·les, 15 d'abril de 1710 - París, 20 d'abril de 1770) fou una ballarina francesa d'origen espanyol, que renovà les tècniques i la indumentària de la dansa.

## Biografia
Havia nascut a Brussel·les, dins dels anomenats aleshores Països Baixos Espanyols, i era filla d'un violinista i mestre de ballet való i de mare espanyola, de qui adoptà el cognom. Abans de complir els deu anys passà a viure a París, on estudià amb Nicolas Blondy i la cèlebre ballarina i coreògrafa Françoise Prévost; debutà en l'Òpera el 1726 a Les Caractères de la danse, de Prévost. Des de llavors l'èxit l'acompanyà durant vint-i-cinc anys, només amb una interrupció de sis. Ella, juntament amb la Prévost i la Sallé, foren les artistes favorites del públic en aquells anys.

## Les seves innovacions
Aportà a la dansa diferents innovacions tècniques que de seguida s'implantaren, entre les quals l'establiment de la posició bàsica de la cama del ballet girada a 90° respecte del maluc. Dotà de velocitat alguns passos de salt —entrechats i cabrioles— que abans només havien executat ballarins homes. Precisament per mostrar la tècnica dels peus i adquirir llibertat de moviment va escurçar les faldilles de ballet a l'alçada del panxell de la cama, va retirar els talons de les sabatilles i va implantar les mitges ajustades.
D'altra banda, ella, que aportà a la dansa un estil veloç i brillant, segons digué Voltaire, va ser la primera veritable virtuosa que va ballar a l'Òpera de París, ja que la institució havia estat sempre monopolitzada per ballarins masculins.

## Moda i repercussió

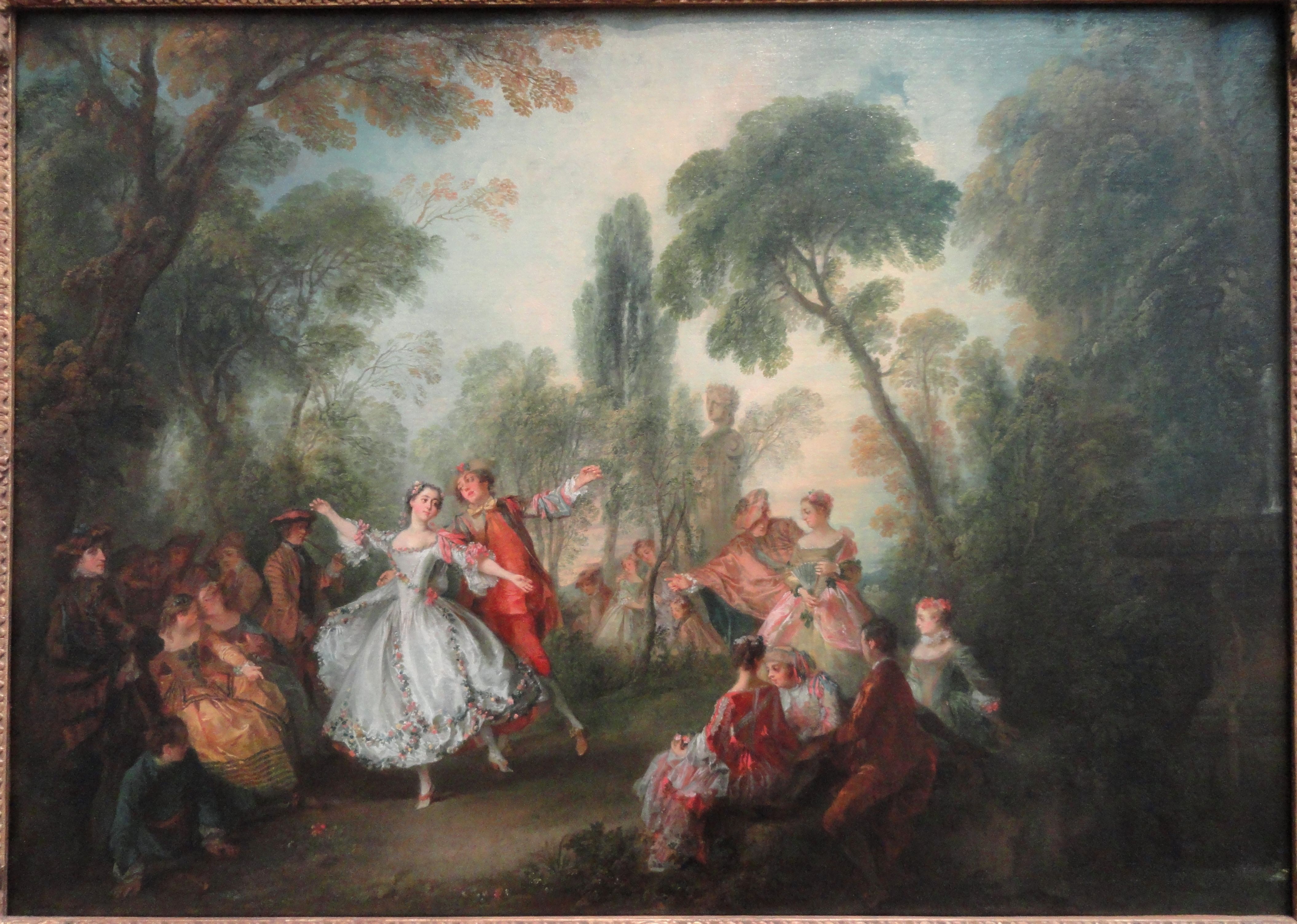
La Camargo balla, de Nicolas Lancret, 1730

Al segle XIX es van escriure dues òperes entorn del personatge: La Camargo (1897), una òpera en quatre actes d'Enrico de Leva, i La Camargo (1878), òpera còmica en tres actes de Charles Lecocq. El ballet en tres actes La Camargo (o simplement Camargo), amb coreografia de Marius Petipa i música de Ludwig Minkus, va ser estrenat el 19 de desembre de 1872 al Teatre Bolxoi Kàmenni de Sant Petersburg. Ja al segle xx, al 1930, es creava la Societat Camargo a Londres dedicada a promoure el ballet britànic. Fins i tot els xefs més reconeguts van crear plats i exquisideses amb el seu nom: filet de bou a la Camargo (amb cansalada i tàperes), lletons de vedella a la Camargo (amb pa brioix, pèsols i pastanagues) soufflé a la Camargo, bomba gelada a la Camargo...
Diversos pintors la van immortalitzar, com ara Nicolas Lancret: La Camargo baila, de 1730. O Louis-Marie Lanté: Marie-Anne Cuppi ('La Camargo'), de 1827.

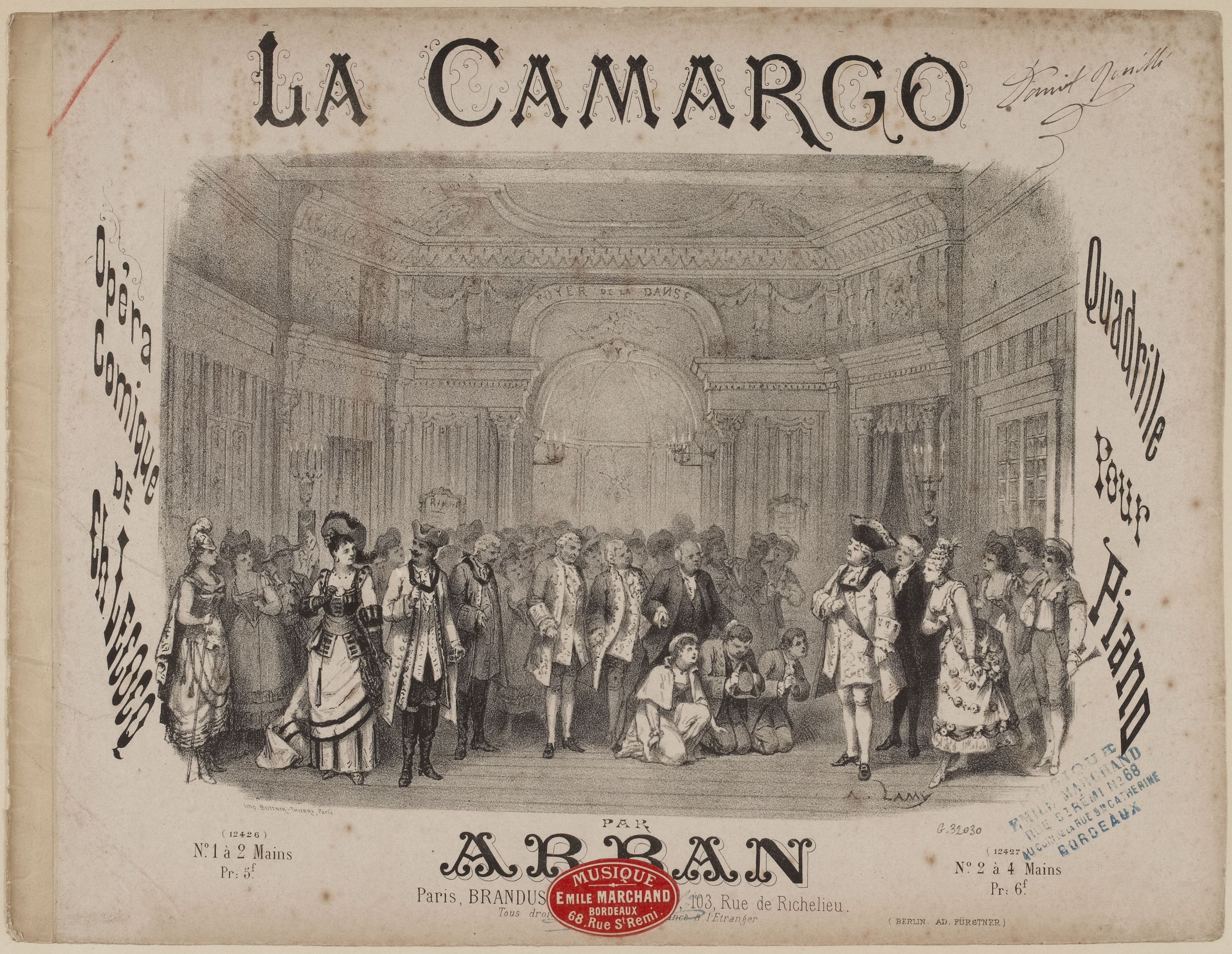
Òpera còmica La Camargo, de Charles Lecocq

## Vida personal i jubilació
Un dels seus fervents admiradors era el comte de Clermont, amb qui va viure en retirar-se per uns anys dels escenaris (1735–41). Quan es va jubilar, al 1751, l'administració de l'Òpera li concedí una pensió de 1.500 lliures, i el rei una altra pensió del seu peculi particular.

## Parents
El seu germà, Françoise Cupis de Camargo, restava en aquell temps considerat el primer violoncel·lista de França, i un altre germà, Jean-Baptiste de Cupis de Camargo, també fou un violinista molt reconegut.